# David Gibbins
 (juin 2012).
Si vous disposez d'ouvrages ou d'articles de référence ou si vous connaissez des sites web de qualité traitant du thème abordé ici, merci de compléter l'article en donnant les références utiles à sa vérifiabilité et en les liant à la section « Notes et références ».
Pour les articles homonymes, voir Gibbins.
David Gibbins est un écrivain canadien né en 1962 à Saskatoon, dans la province de la Saskatchewan.

## Biographie
David Gibbins naît au Canada, puis déménage avec ses parents peu de temps après pour la ville de Nelson, en Nouvelle-Zélande et, plus tard, vers 1967, en Angleterre.
Très jeune il est passionné par l’archéologie, ainsi que par la plongée sous-marine, ce qui conduira des années plus tard à la création du personnage de Jack Howard, héros de sa première série de romans, et qui œuvre dans l'archéologie sous-marine.
David Gibbins obtient son diplôme d’archéologue en 1983 à l’université de Bristol en Angleterre.
Aujourd’hui, universitaire à Cambridge, il est reconnu comme un spécialiste des civilisations disparues.

## Œuvres

### SérieJack Howard, archéologue
- Atlantis, éd. First, 2005.
- Le Chandelier d'or, éd. First, 2006.
- Le dernier Évangile, éd. First, 2008.
- Tigres de guerre, éd. First, 2009.
- Le Masque de Troie, éd. First, 2011.
- Les Dieux d'Atlantis, éd. Les Escales, 2012.
- Pharaon, éd. Les Escales, 2013.
- Pyramide, éd. Les Escales, 2014.
- Testament, éd. Les Escales, 2017
- Inquisition, éd. Les Escales, 2018.
- L’Héritage d’Atlantis, éd. Les Escales, 2023

### SérieTotal War Rome
- Détruire Carthage, tome 1, éd. Les Escales, 2013.
- L'Épée d'Attila, tome 2, éd. Les Escales, 2015.